# ジョセフィン・ノーマン
ジョセフィン・ノーマン（英語: Josephine Norman, 1904年11月12日 - 1951年1月14日）は、オーストリア＝ハンガリー帝国（現在のオーストリア）出身のアメリカ合衆国の女優である。出生名はヨゼフィーネ・アルリッヒ（ドイツ語: Josephine Arrich）。

## 人物・来歴
1904年11月12日、オーストリア＝ハンガリー帝国の首都ウィーンに生まれる。
アメリカ合衆国のニューヨークに移住し、ウォドレー女子ハイスクールを卒業する。満19歳である1924年8月21日に公開されたベティー・カンプソン主演、F・ハーモン・ウェイト監督の映画 Ramshackle House に役を得て出演したのが、もっとも古い出演記録である。セシル・B・デミルとの個人的なつてをたより、1925年には、同監督の『昨日への道』に出演する。デミル・ピクチャーズが製作する、『沈黙』、『キング・オブ・キングス』、 The Forbidden Woman,  The Wreck of the Hesperus では役を得て出演している。 
1928年、クリフ・ホイーラーおよびアーサー・ガイ・エンペイが共同監督した映画 Into No Man's Land で、主演のトム・サンチの相手役を務めるに至ったが、同作をもって引退した。1927年にロレイン・アビゲイル・ロングと離婚し、同年、ハリウッドを離れてニューヨークのブロードウェイで演劇の舞台に立っていた、19歳年長のハーバート・ローリンソンと、時期は不明であるが結婚している。この婚姻の生死別は不詳である。
1951年1月14日、ニューヨーク州ナッソー郡ロズリンで死去した。満46歳没。

## フィルモグラフィ
すべて出演作である。
- Ramshackle House : 監督F・ハーモン・ウェイト、主演ベティー・カンプソン、1924年 - 出演・役 Blanche Paglar
- The Unknown Lover : 監督ヴィクター・ホルペリン、主演フランク・メイヨ（英語版）、1925年
- 『昨日への道』 The Road to Yesterday : 監督セシル・B・デミル、脚本ハワード・ホークス、主演ジョゼフ・シルドクラウト、1925年 - 出演・役 Anne Vener
- 『五十と五十』 Fifty-Fifty : 監督アンリ・ディアマン＝ベルジェ、原作アラン・ドワン、主演ホープ・ハンプトン（英語版）、1925年
- 『五番街のモデル』 Fifth Avenue : 監督ロバート・G・ヴィニョーラ、主演マーガレット・ド・ラ・モット、1926年 - 出演・役 Greenwich Village Girl
- 『沈黙』 Silence : 監督ルパート・ジュリアン、主演ヴェラ・レイノルズ、1926年
- The Prince of Pilsen : 監督ポール・パウエル、主演ジョージ・シドニー、1926年
- 『キング・オブ・キングス』 The King of Kings : 監督セシル・B・デミル、主演H・B・ワーナー、1927年 - 出演・役 Mary Of Bethany
- The Forbidden Woman : 監督ポール・L・スタイン、主演ジェッタ・グーダル、1927年 - 出演・役 Zita's Maid
- The Wreck of the Hesperus : 監督エルマー・クリフトン、主演サム・ド・グラス、1927年 - 出演・役 The Bride
- Into No Man's Land : 監督クリフ・ホイーラー / アーサー・ガイ・エンペイ、主演トム・サンチ、1928年 - 出演・役 Florence Blaisdell

## 註
1. 1 2 3 4 5 6 7 8 9 10  Josephine Norman, Internet Movie Database （英語）, 2010年6月9日閲覧。
2. 1 2 3 4 5  Josephine Norman, allmovie （英語）, 2010年6月9日閲覧。